# Hendrik Feldwehr
Hendrik Feldwehr (ur. 18 sierpnia 1986 w Bremerhaven) – niemiecki pływak, wicemistrz świata, mistrz Europy (basen 25 m).
Specjalizuje się w pływaniu stylem klasycznym. Największym jego sukcesem są srebrny medal w mistrzostwach świata w Rzymie w 2009 roku w sztafecie 4 x 100 m stylem zmiennym oraz wicemistrzostwo Europy na basenie 25-metrowym w Eindhoven w 2010 roku w na dystansie 100 m stylem klasycznym i złoto w sztafecie 4 x 50 m stylem zmiennym podczas tych samych zawodów.
Uczestnik igrzysk olimpijskich w Londynie (2012) na 100 m stylem klasycznym (21. miejsce).